# Olomučany
Olomučany (deutsch Olomutschan, früher Ollomutschan) ist eine Gemeinde in Tschechien. Sie liegt fünf Kilometer südöstlich von Blansko und gehört zum Okres Blansko.

## Geographie

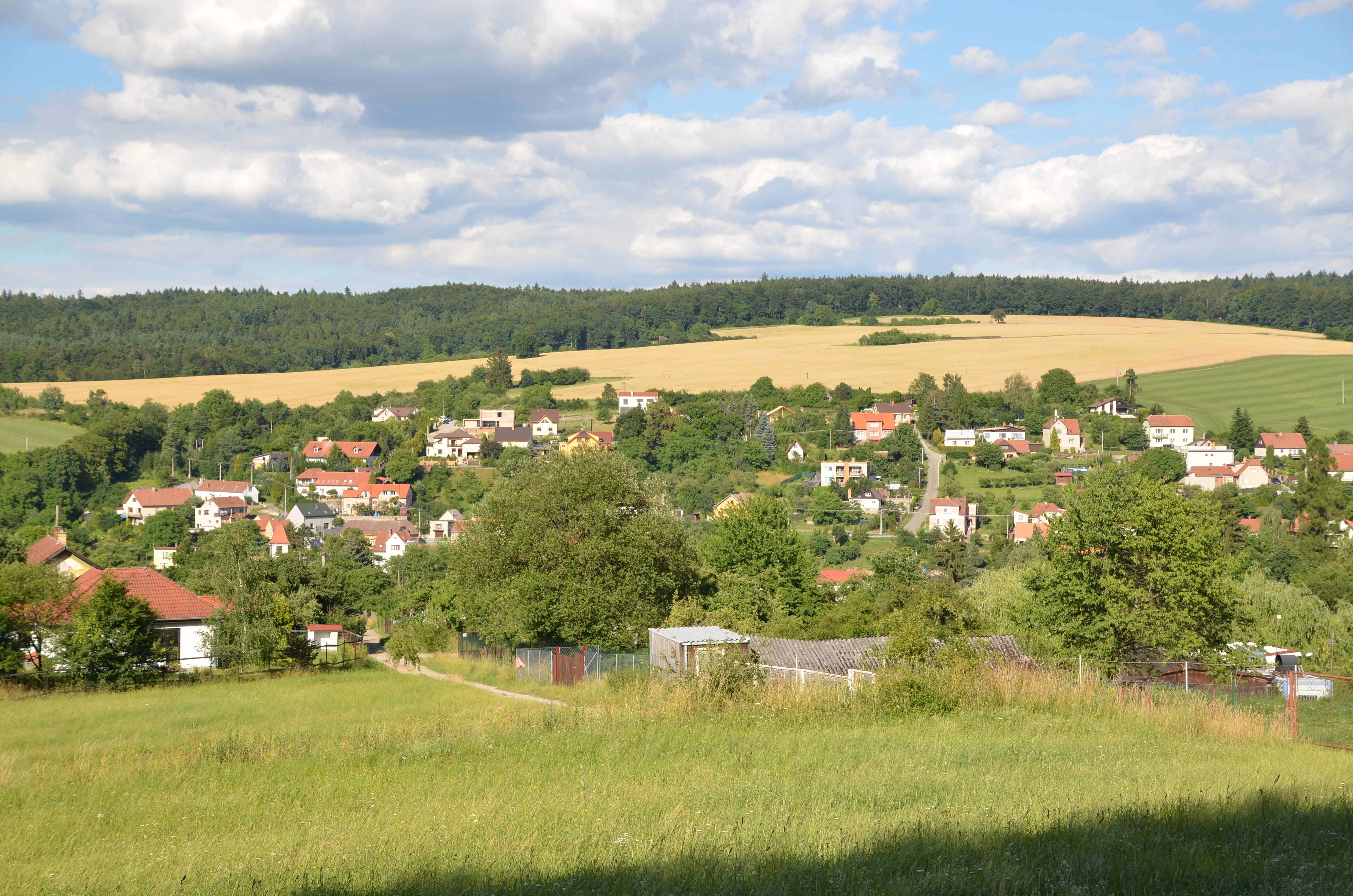
Olomucany, Ortsansicht

Olomučany befindet sich auf einer Waldlichtung im Drahaner Bergland am Rande des Landschaftsschutzgebietes ChKO Moravský kras. Das Dorf erstreckt sich in der Talmulde des Baches Olomučanský potok. Gegen Westen liegt das tief eingeschnittene Durchbruchstal der Svitava, südlich das Josephstal (Josefské údolí) des Křtinský potok. Nördlich erhebt sich der Polom (469 m), im Nordosten die Pokojná (501 m), südöstlich der Košův žlíbek (510 m), im Süden der U Máchova pomníku (505 m), westlich der Dlouhý vrch (447 m). Gegen Norden befindet sich die Wüstung Polom.
Nachbarorte sind Arnoštov, Starohraběcí Huť und Márovky im Norden, Lažánky im Nordosten, Rudice im Osten, Habrůvka und Josefov im Südosten, Huť Františka und Adamov im Süden, Vranov im Südwesten, Svatá Kateřina und Olešná im Westen sowie Klepačov im Nordwesten.

## Geschichte
Archäologische Funde belegen eine Besiedlung des Gemeindegebietes seit dem 8. und 9. Jahrhundert. Zu dieser Zeit wurde auch das hier lagernde Limonit metallurgisch aufbereitet. Später erloschen die Gruben und Hütten wieder. 
Das heutige Dorf wurde wahrscheinlich durch das Bistum Olmütz als Siedlung von Köhlern und Holzfällern angelegt, die das obere Tal des Olomučanský potok rodeten und urbar machten. Die erste urkundliche Erwähnung des Dorfes erfolgte 1353 im Zuge eines Grenzstreits zwischen den Herrschaften Pozořice und Blansko. Olomučany gehörte zu dieser Zeit zu Pozořice, Blansko besaß jedoch auch einen Anteil der Güter. 1371 wurde, wahrscheinlich durch Jobst von Mähren, über der Svitava die Burg Nový hrad errichtet. Nachdem die Burg um 1470 von Matthias Corvinus eingenommen und im böhmisch-ungarischen Krieg verwüstet worden war, errichteten die Brüder Dobeš und Beneš Černohorský von Boskovic südöstlich darüber eine neue Burg, die wiederum den Namen Nový hrad erhielt. Die wüste Burg wurde fortan als Starý  hrad bezeichnet. 1567 wurde die Herrschaft Nový hrad einschließlich der Burg, dem Hof sowie den Dörfern Olomučany, Habrůvka, Březina, Babice, Kanice, Řícmanice, Bílovice und dem wüsten Dorf Jehnice in der Landtafel Albrecht Černohorský von Boskowitz auch erblich zugeschrieben. Ab 1580 ist der Eisenerzbergbau um Olomučany schriftlich belegt. 1604 erbte Maximilian von Liechtenstein, der seit 1597 mit Katharina Černohorský von Boskowitz verheiratet war, die Herrschaft. Die zu Nový hrad gehörenden Dörfer  wurden später mit der Herrschaft Černá Hora vereint. 1645 eroberten die Schweden die Burg Nový hrad und brannten sie nieder. Dies soll Überlieferungen zufolge durch den Verrat des Bauern Vokoun aus Olomučany erfolgt sein, aus dieser Zeit stammt die erste Erwähnung der Höhle Vokounka bei Habrůvka. Beim Brand von Nový hrad gingen sämtliche Urkunden der Herrschaft verloren. Zwischen 1645 und 1648 wurde die Gegend von einer großen Pestepidemie heimgesucht. Nach dem Dreißigjährigen Krieg waren in Olomučany nur noch 16 Anwesen bewirtschaftet. Im Jahre 1660 gründeten die Liechtensteiner in Olomučany eine Glashütte, als erster Glasmeister ist Johann Streck überliefert. Die Glashütte erwies sich wenig erfolgreich, so dass die Herrschaft 1672 Glasmacher aus Spanien ins Land holte. Dabei wurde die binnen kurzer Zeit verkommene Glashütte instand gesetzt und die Produktion von Kristallglas aufgenommen. Nachfolgend stellten die Liechtensteiner auch französische Glasmacher an. Ab 1690 wirkte der Glasmaler Franz Baldermann in Olomučany. Das Forstrevier Nový hrad wurde 1704 in die drei Reviere Vranov, Olomučany und Habrůvka aufgeteilt. Das älteste Ortssiegel stammt aus dem 18. Jahrhundert, es trägt die Inschrift Secrit Wes Olomuzsan. 1712 wurde eine neue Glashütte in Betrieb genommen. Nach der Einführung der Hausnummern im Jahre 1770 bestand das Dorf aus 58 Häusern, die Nr. 59 erhielt die Burg Nowy Hrad. Im Jahre 1792 wurde in Olomučany der Schulunterricht aufgenommen, zuvor war Blansko Schulort. Bis zur Mitte des 19. Jahrhunderts blieben die Liechtensteiner Grundherren von Olomučany. 
Nach der Aufhebung der Patrimonialherrschaften bildete Olomúčany/Ollomutschan ab 1850 eine politische Gemeinde in der Bezirkshauptmannschaft Brünn. 1871 brannten während der Erntezeit durch einen großen Waldbrand 26 Häuser des Dorfes nieder. Auch die Ernte auf zahlreichen Feldern wurde vernichtet. 1886 gründete sich die Freiwillige Feuerwehr. Zu dieser Zeit bestand Olomúčany aus 160 Häusern. Bis 1871 wurde der Bergbau auf Limonit fortgeführt, danach erfolgte die Herstellung von Steingut, Herdsteinen und Steinwaren. Seit dem Ende des 19. Jahrhunderts ist der heutige Ortsname Olomučany gebräuchlich. Die Majolikafabrikation gewann zum Ende des 19. Jahrhunderts zunehmende Bedeutung. Im slowenischen Liboj wurde nachfolgend ein Zweigwerk errichtet, das jedoch 1909 verpfändet und nicht wieder ausgelöst wurde. 1946 erlosch das traditionelle Handwerk. Seit 1948 gehört Olomučany zum Okres Blansko.

## Gemeindegliederung
Für die Gemeinde Olomučany sind keine Ortsteile ausgewiesen. 

## Sehenswürdigkeiten
- Filialkirche Herz Jesu
- Keramikmuseum

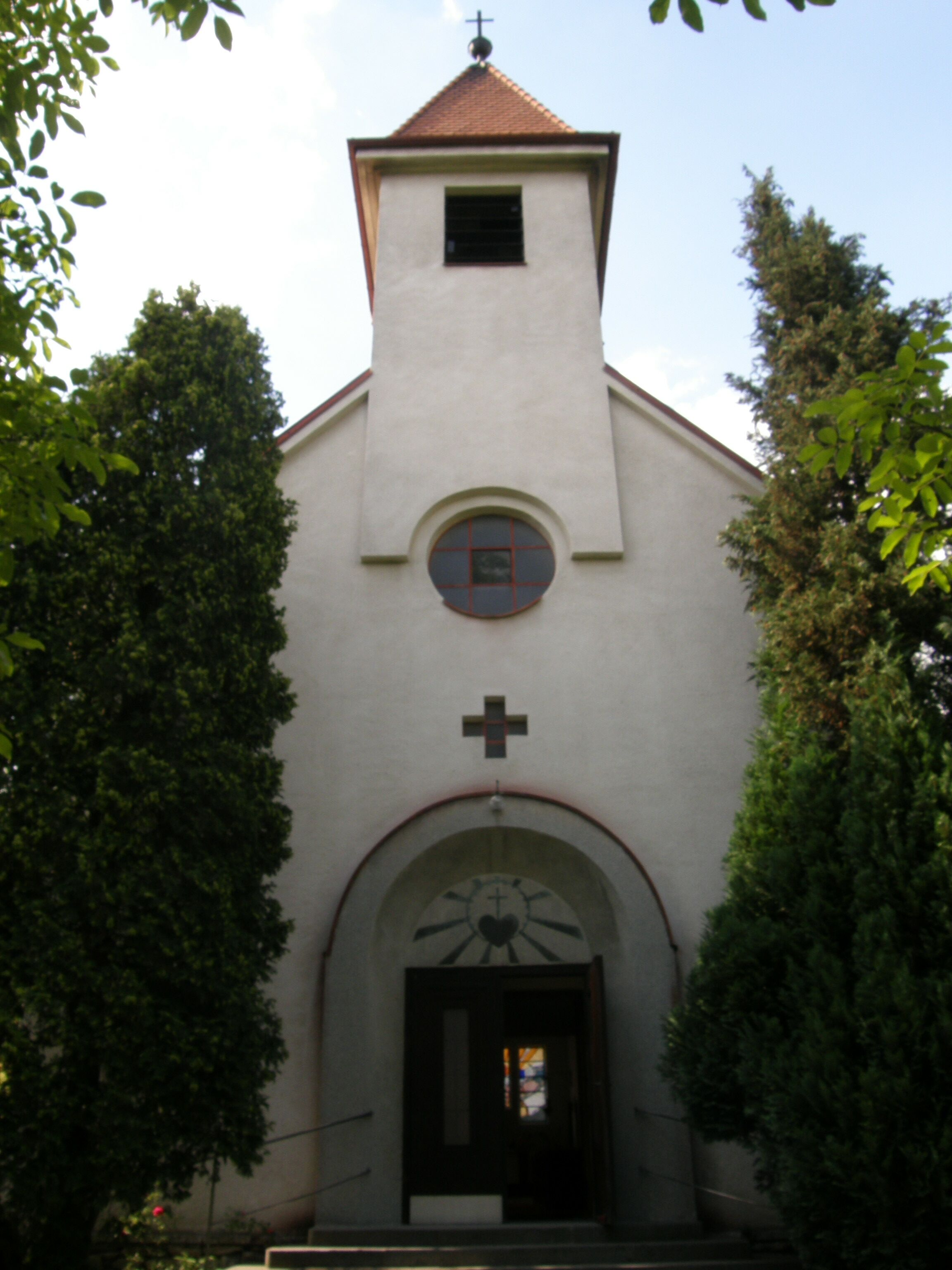
Kirche Herz Jesu

- Reste der Burg Čertův hrádek, nordwestlich des Ortes über der Svitava, sie entstand am Übergang vom 13. zum 14. Jahrhundert und erlosch während der Hussitenkriege
- Reste der Burg Starý hrad, westlich über der Svitava, die seit 1371 nachweisbare Burg fiel während des böhmisch-ungarischen Krieges nach 1470 wüst
- ungarische Befestigungsanlagen unterhalb von Starý hrad über der Svitava, errichtet um 1470
- Burg Nový hrad, westlich über der Svitava, sie wurde in den 1470er Jahren erbaut und 1645 von den Schweden niedergebrannt. Ab 1655 wurde sie teilweise wiederaufgebaut. Seit 1990 gehört sie dem ČSOP.
- wüste Burg Hrádek u Babic, über dem Křtinské údolí, südlich des Dorfes
- Karsthöhlen Býčí skála, Jáchymka, Barová, Kostelík und Tři kotle, südlich im Tal des Křtinský potok
- Alte Eisenhütte in Huť Františka im Josefovské údolí, Außenstelle des Technischen Museums in Brünn
- Aussichtsturm Alexandrovka, südlich von Olomučany
- vier Eisenbahntunnel der Bahnstrecke Česká Třebová–Brno, sie durchqueren die Flussschleifen der Svitava gegenüber der Burg Čertův hrádek, unter der Burg Nový hrad und bei Vranov
- Výrova skála, 70 m hoher Granodioritfelsen über der Svitava, westlich von Olomučany
- Naturdenkmal Habrůvecká Bučina, südöstlich des Ortes
- ehemalige Eisensteingruben östlich und südlich des Dorfes